# Sonderrechtsverhältnis
Als Sonderrechtsverhältnis (oder Sonderstatusverhältnis, besonderes Gewaltverhältnis) bezeichnete man in der deutschen Rechtswissenschaft einen Zustand der gesteigerten Bindung des Bürgers an den Staat, welche in ihrer Intensität über die normale Bindung des Bürgers an den Staat (allgemeines Gewaltverhältnis) hinausgeht.

## Beispiele
- Dienstverhältnis von Beamten und  Soldaten
- Strafvollzug
- Schul- und Hochschulverhältnis
- Wehrdienstverhältnis

So sind Beamte in ihrer Dienstzeit „einer gesteigerten Bindung an den Staat ausgesetzt, welche in ihrer Intensität über die normale Bindung des Bürgers an den Staat hinausgeht“.
Kein besonderes Gewaltverhältnis wird begründet durch die Benutzung einer Anstalt des öffentlichen Rechts (Beispiel: Museum), da hierdurch überhaupt keine oder nur eine sehr kurze gesteigerte Bindung des Bürgers an den Staat entsteht.

## Wirkungen
Im Sonderrechtsverhältnis können Grundrechte eingeschränkt sein. Dies muss sich grundsätzlich aus einem grundrechtsbeschränkenden Parlamentsgesetz ergeben (Eingriffsermächtigung). Heutzutage unterscheidet man in Anlehnung an Carl Hermann Ule zwischen dem Grundverhältnis und dem Betriebsverhältnis: Im Grundverhältnis ist jede Person Bürger und somit Grundrechtsträger. Nur im Betriebsverhältnis soll z. B. ein Beamter oder ein Schüler dem Staat als Teil der eigenen Organisation gegenübertreten, mit der Folge, dass er im Betriebsverhältnis nicht Grundrechtsträger wäre.
Im Übrigen seien Maßnahmen innerhalb eines Sonderrechtsverhältnisses keine Verwaltungsakte, da sie nur innerorganisatorisch wirkten und damit nicht auf unmittelbare Rechtswirkung nach außen gerichtet seien (§ 35 S. 1 VwVfG).
Im Folgenden sind Beispiele angeführt, die verdeutlichen, welche Maßnahmen Verwaltungsakte sind:
- Im Beamtenverhältnis ist ein Verwaltungsakt zum Beispiel: die Versetzung eines Beamten (im Gegensatz zur bloß innerbehördlichen, statusrechtlich neutralen Umsetzung), die Genehmigung einer Nebentätigkeit, die Gewährung bzw. die Versagung von Urlaub. Kein Verwaltungsakt ist hingegen zum Beispiel die Umsetzung eines Beamten (im Gegensatz zur Versetzung).[3]
- Im Schul- und Hochschulverhältnisverhältnis ist ein Verwaltungsakt beispielsweise: die Entscheidung über die Versetzung eines Kindes in die nächsthöhere Klasse, der Schulverweis, die Zulassung zum Studium, die Bewertung der Hochschulabschlussprüfung, die Erteilung eines Lehrauftrages. Kein Verwaltungsakt ist: die Benotung einer Klassenarbeit, die Benotung in einzelnen Fächern.[3]

## Geschichte
Zu Beginn des 20. Jahrhunderts herrschte im deutschen Verwaltungsrecht die Ansicht vor, dass der diesen Bereichen Unterworfene auf die Ausübung seiner Grundrechte freiwillig verzichte. Er sei nicht Teil der Gesellschaft, sondern Teil des Staates und damit nicht grundrechtsberechtigt, sondern grundrechtsverpflichtet. Dies war mit der Lehre vom besonderen Gewaltverhältnis gemeint.
In der Schule war es zum Beispiel aufgrund des Sonderrechtsverhältnisses lange Zeit möglich, die Grundrechte der Schüler ohne eine gesetzliche Ermächtigung einzuschränken. Maßnahmen der Schulverwaltung mussten ebenfalls auf keiner gesetzlichen Grundlage beruhen.
Das änderte sich mit der als bahnbrechend beschriebenen Habilitationsschrift von Horst Schüler-Springorum aus dem Jahr 1967. Anhand des Strafvollzugs beschrieb er konsequent und schlüssig, dass auch Strafgefangene Träger von Grundrechten sind, in die nur aufgrund eines Gesetzes und in verhältnismäßiger Weise eingegriffen werden darf. Er postulierte die Resozialisierung als Vollzugsziel. Seit sich dem das Bundesverfassungsgericht 1972 im  Strafgefangenen-Urteil anschloss, stehen auch Personen in Sonderrechtsverhältnissen die Grundrechte prinzipiell zu. Die Grundrechte können eingeschränkt werden, allerdings nur so weit, wie der Zweck des betreffenden Sonderrechtsverhältnisses dieses erfordert. Besondere Gewaltverhältnisse im eigentlichen Sinn gibt es also nicht mehr.
BeispielDie Einschränkung des Briefgeheimnisses der Strafgefangenen kann erforderlich sein, um die Sicherheit und Ordnung des Gefängnisses zu wahren. Das ändert aber nichts daran, dass er zunächst einmal Träger dieses Grundrechtes ist.
Die wesentlichen Entscheidungen zur Einschränkung der Grundrechte im besonderen Gewaltverhältnis sind dabei vom Gesetzgeber selbst (Wesentlichkeitstheorie) in einem Parlamentsgesetz zu treffen (Parlamentsvorbehalt). Das Grundrecht der Menschenwürde kann auch in Sonderrechtsverhältnissen nicht eingeschränkt werden.
BeispielDie Frage, ob ein verbeamteter Lehrer während des Dienstes in Ausübung seiner Religionsfreiheit religiöse Kleidung tragen darf, ist so wesentlich, dass sie vom (Landes)gesetzgeber in einem Parlamentsgesetz geregelt werden muss. Anders dagegen die dissentierenden Richter mit Anklängen an die Lehre vom besonderen Gewaltverhältnis: Die Lehrerin sei nicht Bürger, sondern Teil des Staates; ihre Freiheitsentfaltung gehe zu Lasten der Bürger, weshalb ihr die Religionsfreiheit nicht zustehe.
Zudem wird beim Rechtsschutz gegen Maßnahmen im Sonderrechtsverhältnis noch zwischen Grundverhältnis und Betriebsverhältnis unterschieden, wobei nur Akte, die das Grundverhältnis berühren, Verwaltungsakte sein sollen. Diese sind mit einer Anfechtungsklage angreifbar. Im Einzelfall kann aber auch Rechtsschutz gegen Maßnahmen im Betriebsverhältnis möglich sein, beispielsweise über eine Feststellungsklage.
Außerdem betrifft das Sonderrechtsverhältnis nur den Zeitraum, in welchem der Betreffende diesem tatsächlich unterworfen ist,
BeispielEinem Polizeibeamten ist es untersagt, in seiner Dienstzeit für eine Religionsgemeinschaft missionarische Haustürwerbung zu betreiben; wohl darf er dies aber in seiner Freizeit tun.